# Werner Stauffacher (Rechtsanwalt)

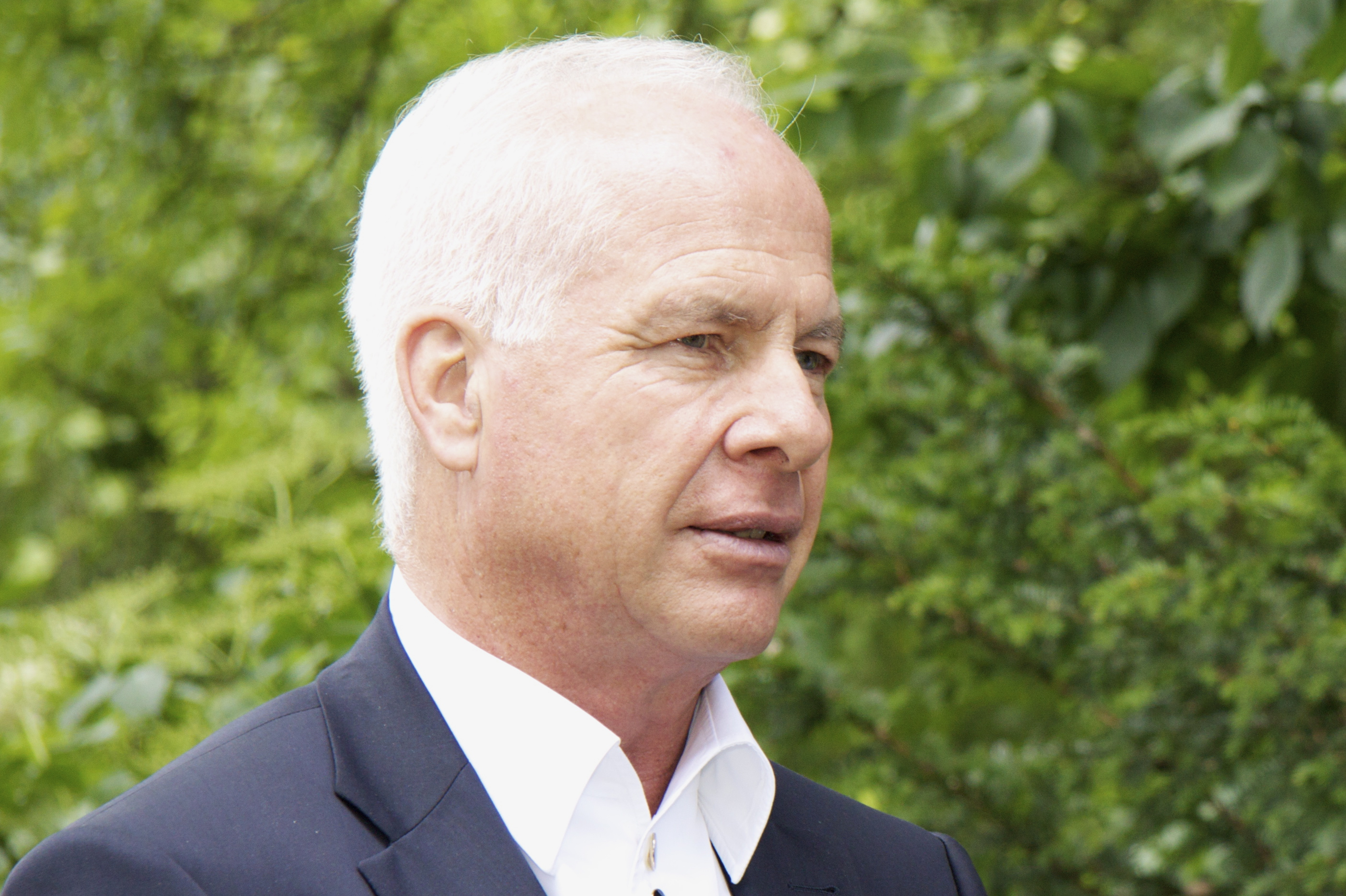
Werner Stauffacher (2009)

Werner Stauffacher (* 7. Februar 1945 in Zürich; † 14. Juni 2012 in Stäfa) war ein Schweizer Rechtsanwalt.

## Leben
Stauffacher wuchs in Zürich auf. An der Universität Zürich studierte er 1965 bis 1971 zuerst Naturwissenschaften, dann Rechtswissenschaften. Nach seiner Dissertation begann er 1976 seine selbständige Tätigkeit als Anwalt. Stauffacher war verheiratet und Vater von sieben Kindern.

## Verfahren gegen Stauffacher
Stauffacher war mehrfach selbst in Verfahren und Prozesse involviert. Teilweise erregten die Verfahren grosses öffentliches Interesse.

### Erbstreit
In einem von der Öffentlichkeit viel beachteten Rechtsstreit um das Erbe der 1995 in Basel verstorbenen Hildegard Kirchbach erklärte das Schweizer Bundesgericht Stauffacher 2006 für erbunwürdig. Stauffacher habe das entstandene Vertrauensverhältnis sittenwidrig ausgenutzt und sie nicht auf den Interessenkonflikt hingewiesen, als sie ihn als ihren Erben einsetzte. Dieses Urteil wurde von der Zeitschrift Plädoyer zum «schlechtesten Urteil des Jahres» gewählt.

### Trienekens-Schmiergeldskandal
2002 war Stauffacher im Rahmen von Ermittlungen wegen Schmiergeldzahlungen beim Bau des Müllofens Köln-Niehl in das Visier der Kölner Staatsanwaltschaft geraten. Die Unternehmung von Hellmut Trienekens, heute eine Tochtergesellschaft von RWE, hatte Stauffacher im Zusammenhang mit einem Rechtshilfeverfahren mandatiert. Es ging angeblich darum, zu verhindern, dass deutsche Behörden Kenntnisse über schwarze Kassen und kriminelle Absprachen erlangen könnten. Stauffacher erhielt gemäss einem Bericht in der Zeitschrift Der Spiegel 10 Millionen Deutsche Mark für seine Tätigkeit.
Die Untersuchungen der Staatsanwaltschaft bezogen sich auf vermutete Geldwäscherei sowie Beteiligung an der Bestechung von Beamten und von Politikern. Stauffacher wies die Vorwürfe zurück. Das Verfahren wurde 2005 eingestellt.

### Falschbeurkundungsstreit
Ein weiteres, ebenfalls sehr öffentlichkeitswirksames Verfahren gegen Stauffacher bezog sich auf den Vorwurf des Erschleichens einer Falschbeurkundung. Der angeklagte Anwalt hatte einen Mandanten trotz Entzug des Mandats entmachtet. 2001 wurde ein von Stauffacher finanziertes Buch zu dem Fall geschrieben. Nach mehreren Prozessen sprach das Zürcher Obergericht Stauffacher schliesslich am 15. Oktober 2002 von allen Vorwürfen frei. Der Freispruch wurde im Dezember 2002 rechtskräftig.

## Weiteres Engagement

### Pro Juventute
Als damaliger Zentralsekretär und Delegierter der Kommission der Stiftung Pro Juventute betrieb er die Aussöhnung zwischen der Stiftung und den Manouches und Jenischen (Schweizer Begriff: «Fahrende») bezüglich der früheren und umstrittenen Aktivitäten des stiftungseigenen Hilfswerks Kinder der Landstrasse.

### Russland
Werner Stauffacher unterstützte die wirtschaftlichen, politischen und kulturellen Beziehungen zwischen Russland und der Schweiz. 2004 gründete er den Kooperations-Rat Schweiz/Russland. Er finanzierte die Herausgabe zweier Bücher.
2005 initiierte Stauffacher den Schweizerisch-Russischen Journalistenpreis. Im Juni 2009 war Stauffacher Gastgeber des 11. Kongresses des Weltverbands der Russischen Presse WARP in Luzern. Im Rahmen dieses Kongresses wurde eine von ihm gestiftete Gedenktafel für Lew Tolstoi eingeweiht. Ebenfalls war er Initiant der Parlamentarischen Freundschaftsgruppe Schweiz-Russland.

### Tschechien
Stauffacher war auch Honorarkonsul der Tschechischen Republik.

## Auszeichnungen
- Auszeichnung für «Verdienste um die Journalistengemeinschaft» des russischen Journalistenverbands Союз журналистов России, Moskau, 2007
- Puschkin-Medaille, Bern, 2009[17]